# Éguzon-Chantôme
Éguzon-Chantôme település Franciaországban, Indre megyében. Lakosainak száma 1314 fő (2022. január 1.). Éguzon-Chantôme Crozant, Saint-Sébastien, Baraize, Bazaiges, Cuzion, Parnac és Saint-Plantaire községekkel határos.

## Népesség
A település népességének változása:
| Lakosok száma | 1482 | 1459 | 1384 | 1409 | 1407 | 1375 | 1384 | 1345 | 1325 | 1314 |
|               | 1968 | 1982 | 1990 | 2006 | 2013 | 2015 | 2017 | 2019 | 2020 | 2022 |